# London Transport Museum

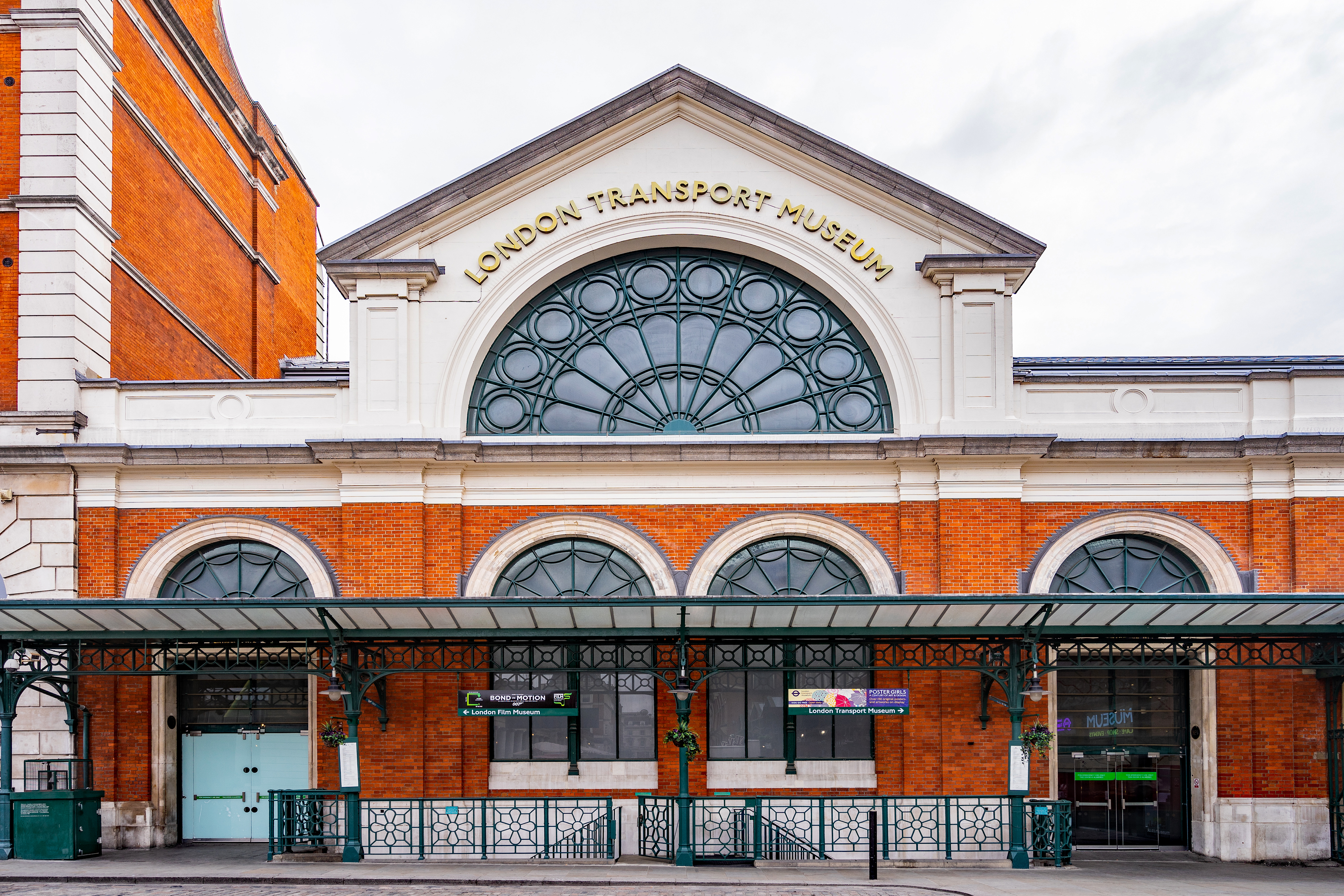
London Transport Museum

London Transport Museum (ofta förkortat som LTM) är ett transportmuseum i Covent Garden i London. Museet är främst värd för utställningar som rör arvet från Londons transporter, samt bevarar och förklarar historien om den. Majoriteten av museets utställningar har sitt ursprung i London Transports samlingar och innehåller bland annat bussar, spårvagnar samt tunnelbanevagnar.
|  |  |  |